# Trần Dần (Nam Tống)
Trần Dần (chữ Hán: 陈寅, ? – 1227), không rõ tên tự, người huyện Thiệp , quan viên nhà Nam Tống.

## Cuộc đời
Cha là Bảo Mô các đãi chế Trần Hàm. Dần hai lần đỗ Hương cống tiến sĩ trong các cuộc khảo thí của Tào tư (tức Chuyển vận tư), nhờ ấm của cha nên được bổ nhiệm quan chức, nhận nhiệm vụ ở vài châu, huyện. Đầu niên hiệu Thiệu Định (1228 – 1233) thời Tống Lý Tông, Dần được làm Tri Tây Hòa châu.
Tây Hòa là trọng địa biên thùy, Dần là thư sanh nhưng "nghĩa bất từ nan" mà đảm nhiệm. Quân Mông Cổ xâm nhập, gặp lúc đô thống Hà Tiến ra giữ Đại An, chỉ sai thống chế quan Vương Duệ với ngàn binh Trung Nghĩa (tức dân binh) giữ thành mà thôi. Dần thề cùng cư dân giữ đất này, nhưng dân chúng ngỡ gia đình của Hà Tiến ở trong thành, nên mới nán lại, đến khi biết Tiến dời nhà sang nơi khác, thì không còn muốn lưu lại nữa. Dần chỉ giữ hai con trai ở ngoài, rồi đóng cửa giam giữ 28 thành viên còn lại của gia đình, nói: "Người ta đều nghĩ cho nhà của họ, còn ai cùng giữ thành?" Dần phát tán gia tài để kết nạp binh Trung Nghĩa, tính kế cố thủ.
Tháng 12 ÂL năm Bảo Khánh thứ 3 (1227) , 10 vạn binh Mông Cổ đánh cửa đông nam, lấy người đầu hàng đi trước. Dần soạn hịch văn chiêu dụ, tự tay đánh trống, khích lệ tướng sĩ, ra sức nghênh địch chiến đấu, tên đá bay xuống như mưa. Quân Mông Cổ tạm lui, sáng hôm sau kéo đến nhiều hơn; Dần soái dân binh Trung Nghĩa và lính cảm tử ra sức chiến đấu, đêm ngày vài mươi hiệp, đẩy lui kẻ địch; Chế trí tư đem công của Dần thông báo các nơi. Quân Mông Cổ chặt cây làm công cụ, thêm binh lên đến vài mươi vạn, vây thành Tây Hòa. Hà Tiến vốn không hợp với Dần, thấy ông có công thì càng thêm đố kỵ; đến nay Tây Hòa cầu viện rất gấp, đợi mãi Chế trí tư mới sai Lưu Duệ với binh Trung Nghĩa của bọn Trần Vũ đi cứu, nhưng bọn họ lần lữa không tiến; Duệ không rời Thất Phương quan, Vũ chưa đến Cừu Trì, đều đánh tiếng rằng đường sá bị tắc nghẽn. Dần soái dân binh đêm ngày khổ chiến, nhưng viện binh không đến, nên thành vỡ.
Dần nói với vợ là Đỗ thị rằng: "Mày phải nhanh tính kế tự cứu mình." Đỗ thị khóc mà lớn tiếng rằng: "Làm sao sống cùng nhận lộc vua, mà chết không chung vì việc nước." Đỗ thị lập tức lên lũy uống thuốc độc, hai con trai cũng chết bên cạnh mẹ. Dần đắp thây họ mà đốt đi, rồi mặc triều phục, trèo lên lầu xem trận, nhìn về kinh thành, thắp hương gào khóc rằng: "Thần ban đầu mưu tính giữ thành này, làm rào dậu cho đất Thục; thành không giữ được, thần tới số chết. Thần không phụ nước! Thần không phụ nước." Dần vừa vái lạy lần nữa vừa đâm kiếm vào bụng mà chết.

## Hậu sự
Tân khách chết theo Dần có 28 người. Dần còn một con trai đến sau, cũng muốn tự cắt cổ, binh sĩ ôm chặt để giữ lại, nói: "Không thể để cho trung thần chẳng còn hậu nhân." Họ đưa anh ta cùng trèo xuống thành, nhưng anh ta cũng ngã gãy chân mà chết.
Chế trí tư thông báo về triều đình, nên có chiếu tặng Dần làm Triều nghị đại phu, Hữu Văn điện tu soạn, ban 3000 xâu tiền (dành cho tang sự), lập tức cho dựng miếu ở quê hương của ông và Tây Hòa châu. Về sau triều đình gia tặng Dần làm Hoa Văn các đãi chế, thụy là Tương Tiết.